# Llei dels Alts del Golan
La Llei dels Alts del Golan és una llei israeliana que estableix l'aplicació el govern i les lleis d'Israel als Alts del Golan. La Kenésset va ser ratificat per una votació de 63 a 21, el 14 de desembre de 1981. Tot i que la llei no utilitzava el terme, la comunitat internacional i alguns membres de l'oposició israeliana han considerat que establia l'annexió dels Alts del Golan a Israel.

La llei es va aprovar mig any després del tractat de pau amb Egipte que incloïa la retirada israeliana de la península del Sinaí.
El febrer de 2018, el primer ministre d'Israel Binyamín Netanyahu va declarar que «els Alts del Golan romandran per sempre a Israel», després que el seu rival polític Yair Lapid havia demanat dos mesos abans a la comunitat internacional que reconegués la sobirania israeliana sobre els Alts del Golan. El 25 de març de 2019, els Estats Units d'Amèrica es van convertir en el primer estat important a reconèixer els Alts del Golan com a territori sobirà israelià.

## La llei
Les tres grans disposicions de la Llei dels Alts del Golan són les següents:
1. «La llei, la jurisdicció i l'administració de l'Estat tindran efecte als Alts del Golan, tal com es descriu a l'esquema.»
2. «Aquesta llei tindrà vigència a partir del dia de la seva acceptació a la Kenésset.»
3. «El ministre de l'interior és l'encarregat de l'aplicació d'aquesta llei i té dret, en consulta amb el ministre de justícia, a promulgar reglaments per a la seva aplicació i a formular reglaments sobre disposicions provisionals sobre l'aplicació continuada de normes, directrius, directives administratives i drets i deures que estaven vigents als Alts del Golan abans de l'acceptació d'aquesta Llei.»
Signat per:
- Yitshaq Navon (president)
- Menahem Beguín (primer ministre)
- Yosef Burg (ministre de l'interior)

Va ser aprovada per la Kenésset amb una majoria de 63 vots a favor i 21 en contra.

## Controvèrsies
La llei no va ser reconeguda internacionalment i es va determinar nul·la mitjançant la Resolució 497 del Consell de Seguretat de les Nacions Unides.
De forma inusual, les tres lectures van tenir lloc el mateix dia. Aquest procediment va ser durament criticat per l'oposició de centreesquerra. De manera substancial, la llei ha estat principalment criticada per impedir possibles negociacions futures amb Síria.
Mentre que el públic israelià en general, i especialment els crítics de la llei, la veien com una annexió, la llei evita l'ús de la paraula. El primer ministre Menahem Beguín va respondre a les crítiques del diputat de l'oposició Amnon Rubinstein dient: «Vós utilitzeu la paraula annexió. Jo no l'utilitzo», i remarcant que una redacció similar es va utilitzar en una llei del 1967 que autoritzava el govern a aplicar la llei israeliana a qualsevol part de la Terra d'Israel.